# Campionati europei di tennistavolo 2012
I Campionati europei di tennis tavolo 2012 si sono svolti a Herning (Danimarca) dal 17 al 21 ottobre 2012.

## Programma
I titoli in palio erano 4. Le qualificazioni si sono svolte il 17 e il 18 ottobre.
|  | Turni  |
|  | Finali |

| Ottobre             | 17 | 18 | 19     | 20     | 21    |
| ------------------- | -- | -- | ------ | ------ | ----- |
| Singolare maschile  |    |    | 1T, 2T | 3T, QF | SF, F |
| Singolare femminile |    |    | 1T, 2T | 3T, QF | SF, F |
| Doppio maschile     |    |    | 1T, QF | SF, F  |       |
| Doppio femminile    |    |    | 1T, QF | SF, F  |       |

## Medagliere
| Pos.   | Paese       | Oro | Argento | Bronzo | Totale |
| ------ | ----------- | --- | ------- | ------ | ------ |
| 1      | Germania    | 1   | 0       | 2,5    | 3,5    |
| 2      | Austria     | 1   | 0       | 1      | 2      |
| 2      | Romania     | 1   | 0       | 1      | 2      |
| 4      | Bielorussia | 1   | 0       | 0,5    | 1,5    |
| 5      | Francia     | 0   | 1       | 1      | 2      |
| 6      | Ungheria    | 0   | 1       | 0,5    | 1,5    |
| 7      | Croazia     | 0   | 1       | 0      | 1      |
| 7      | Svezia      | 0   | 1       | 0      | 1      |
| 9      | Russia      | 0   | 0       | 1      | 1      |
| 10     | Paesi Bassi | 0   | 0       | 0,5    | 0,5    |
| Totale | Totale      | 4   | 4       | 8      | 16     |

## Podi

### Uomini
| Evento                        | Oro                             | Argento                              | Bronzo                                                                    |
| Singolare maschile (dettagli) | Timo Boll                       | Tan Ruiwu                            | Adrian Crişan Bastian Steger                                              |
| Doppio maschile (dettagli)    | Robert Gardos / Daniel Habesohn | Kristian Karlsson / Mattias Karlsson | Aleksej Livencov / Michail Pajkov Dimitrij Ovtcharov / Uladzimir Samsonaŭ |

### Donne
| Evento                         | Oro                               | Argento                        | Bronzo                                                               |
| Singolare femminile (dettagli) | Viktoryja Paŭlavič                | Xian Yifang                    | Li Xue Liu Jia                                                       |
| Doppio femminile (dettagli)    | Daniela Deodan / Elizabeta Samara | Georgina Póta / Krisztina Tóth | Kristin Silbereisen / Wu Jiaduo Dóra Csilla Madarász / Britt Eerland |